# Gnophos recticostaria
Gnophos recticostaria là một loài bướm đêm trong họ Geometridae.